# Wetenschapsgeschiedschrijving
De geschiedschrijving van de wetenschap is de historische studie van de wetenschapsgeschiedenis (die vaak gedeeltelijk samenvalt met de geschiedenis van de technologie, de geschiedenis van de geneeskunde, en de geschiedenis van de wiskunde).

## Belangrijke personen
- Geschiedkundigen van wetenschap en technologie:
  - I. Bernard Cohen
  - Allen G. Debus
  - E. J. Dijksterhuis
  - Ludwik Fleck
  - John L. Heilbron
  - Thomas P. Hughes
  - Evelyn Fox Keller
  - Daniel Kevles
  - Robert Kohler
  - Alexandre Koyré
  - Thomas Kuhn
  - Bram Pais
  - George Sarton
  - Steven Shapin
  - Harry Lintsen
  - Johan Schot

Zie: Wetenschapshistorici en
- Wetenschapsfilosofen:
  - Paul Feyerabend
  - Ian Hacking
  - Imre Lakatos
  - Thomas Kuhn
  - Karl Popper

Zie: Wetenschapsfilosofen
- Wetenschapssociologen
  - Barry Barnes
  - David Bloor
  - Pierre Bourdieu
  - Michel Callon
  - Bruno Latour
  - John Law
  - Robert K. Merton